# Hayato Okamoto
Hayato Okamoto (岡元 勇人 Okamoto Hayato?), född 16 oktober 1974 i Shimane prefektur, är en japansk före detta fotbollsspelare.
Okamoto började sin karriär 1993 i Tokyo Gas (FC Tokyo). 2001 flyttade han till Yokogawa Electric. Han avslutade karriären 2002.